# 방향성 (분자생물학)

표준적인 표기법을 사용하여 탄소 원자를 표지한 5탄당 분자. 위쪽이 5', 아래쪽이 3'이다. DNA와 RNA는 5'→3' 방향으로 합성된다.

방향성(方向性, 영어: directionality)은 분자생물학 및 생화학에서 단일 가닥 핵산의 양 말단의 화학적 방향을 의미한다. DNA 및 RNA의 단일 가닥에서 뉴클레오타이드의 5탄당 고리의 탄소 원자에 번호를 매기는 화학적 관습에 근거한다. 핵염기의 탄소에도 번호를 매기기 때문에, 이와 구분하기 위해 5탄당의 탄소 번호에는 '(프라임) 기호를 붙여서 구분한다. 5탄당의 인산기가 결합된 한쪽 끝을 5' 말단(일반적으로 "5 프라임 말단"이라고 부름), 5탄당의 3' 위치에 하이드록실기가 노출된 다른 쪽 끝을 3' 말단(일반적으로 "3 프라임 말단"이라고 부름)이라고 한다. 이중 나선을 이루고 있는 DNA 두 가닥은 양 말단의 방향이 서로 반대인 역평행(역방향) 구조이며, 암호화된 정보의 복제 또는 전사에 필수적인 상보적인 염기쌍을 형성하고 있다.

## 같이 보기
- DNA
- RNA
- 센스 (분자생물학)